# Holcombe
Holcombe is een civil parish in het bestuurlijke gebied Mendip, in het Engelse graafschap Somerset met 947 inwoners.

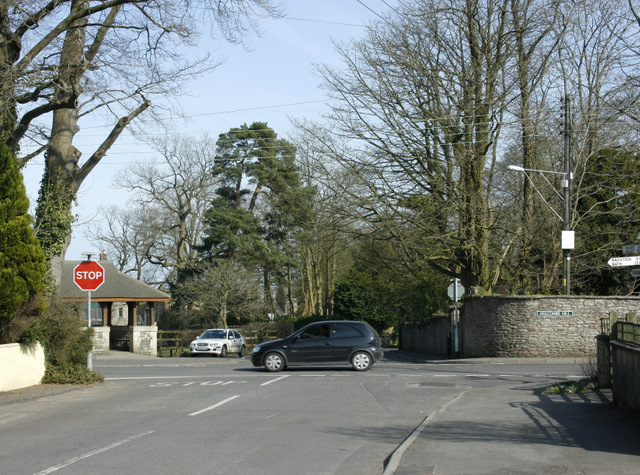
Holcombe